# Stenopogon subtus
Stenopogon subtus là một loài ruồi trong họ Asilidae. Stenopogon subtus được Bromley miêu tả năm 1935. Loài này phân bố ở miền Ấn Độ - Mã Lai.